# Godzillius fuchsi
Espèce
Godzillius fuchsi est une espèce de rémipèdes de la famille des Godzilliidae.

## Distribution
Cette espèce est endémique des Bahamas. Elle se rencontre dans les grottes anchialines Dan's Cave et Ralph's Sink de Great Abaco.

## Publication originale
- Gonzalez, Singpiel & Schlagner, 2013 : Godzillius fuchsi, a new species of Remipedia (Godzilliidae) from Abaco Island, Bahamas. Journal of Crustacean Biology, vol. 33, no 2, p. 275-285 (texte intégral).